# ميخائيل كونيل
ميخائيل كونيل (بالإنجليزية: Michael Connell)‏ هو سياسي أمريكي، ولد في 30 نوفمبر 1963 في إلينوي في الولايات المتحدة، وتوفي في 19 ديسمبر 2008. حزبياً، نشط في الحزب الجمهوري.